# Mary Khan-Hohloch

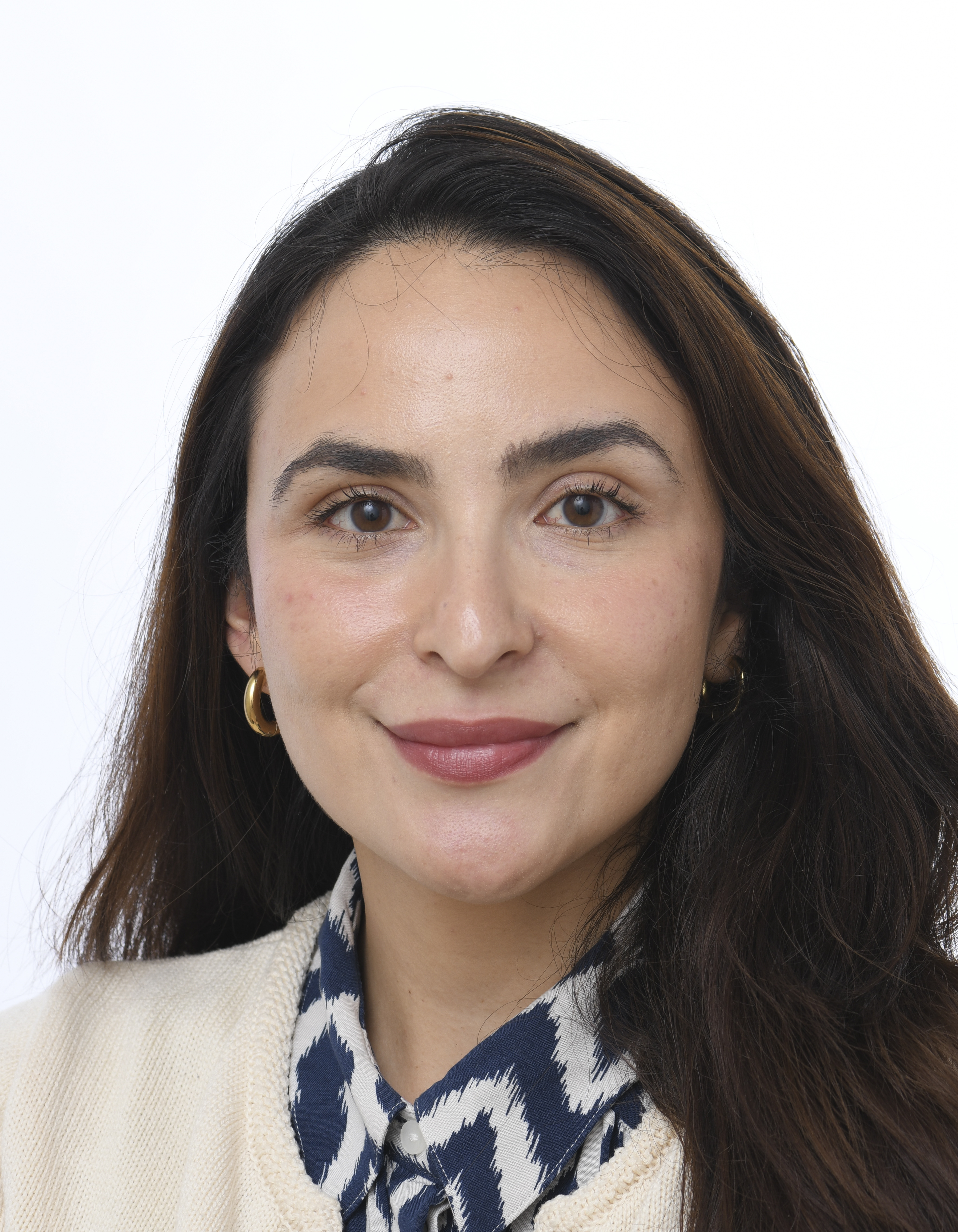
Mary Khan-Hohloch (2024)

Mary Fatima Khan-Hohloch, geborene Khan (* 25. Juni 1994 in Frankfurt am Main), ist eine deutsche Politikerin der Alternative für Deutschland (AfD) und seit 2024 Mitglied des Europäischen Parlaments. Bekanntheit erlangte sie im Zusammenhang mit der „Hochstapler-Affäre“ in der AfD.

## Leben
Khan-Hohloch wuchs in einer deutsch-pakistanischen Familie auf. Ihre deutsche Mutter war eine SPD-Unterstützerin. Die Familie stammt väterlicherseits aus Lahore in Pakistan und ist dort im Sufismus verwurzelt. Ihr Vater Zahid Khan, der 1989 nach Deutschland auswanderte, bezeichnete sich öffentlich als Prophet und behauptete, durch ihn habe der Prophet Mohammed „die Möglichkeit, zu beichten, was im Islam und in seinem eigenen Leben falsch gelaufen ist“. Er sah im Islam „eine Wurzel von Terrorismus und Extremismus“ und erlangte Bekanntheit als dezidierter Kritiker dieser Religion. Zur Konfession seiner Tochter Mary Khan-Hohloch gibt es keine öffentlich bekannten Informationen.
Sie ist seit 2019 mit dem vom Verfassungsschutz als rechtsextrem eingestuften AfD-Politiker Dennis Hohloch verheiratet, mit dem sie eine gemeinsame Tochter hat.
Von 2019 bis 2023 studierte sie Religionswissenschaft und Öffentliches Recht mit dem Abschluss Bachelor of Arts. Von 2020 bis 2024 war sie zudem selbstständig im Medienbereich tätig.

## Politisches
Im Jahr 2016 trat Khan-Hohloch der AfD bei. Zunächst war sie im AfD-Landesverband Hessen als Ortsvorsitzende in Rodgau, als Fraktionsgeschäftsführerin der AfD-Stadtfraktion in Rodgau und im Kreisvorstand Offenbach-Land tätig, bevor sie nach Brandenburg wechselte. Bis zu diesem Wechsel war sie auch stellvertretende Landessprecherin der JA-Hessen und Beisitzerin im AfD-Landesvorstand. Von 2018 bis 2022 war sie stellvertretende Bundessprecherin der Jungen Alternative für Deutschland.
Khan-Hohloch kandidierte für die Wahl zum Europäischen Parlament 2024 auf Listenplatz 14 und wurde ins Europäische Parlament gewählt.
Im Vorfeld der Europawahl 2024 hatte die AfD 2023 in der sogenannten „Hochstapler-Affäre“ zwei ihrer Kandidaten, Mary Khan-Hohloch und Arno Bausemer, wegen ungenauer Angaben in ihren Lebensläufen gerügt. In der Folge beschloss der Bundesvorstand der AfD Anfang Oktober 2023, dass Khan-Hohloch zwei Jahre lang keine Parteiämter bekleiden darf. An der Kandidatenliste für die Europawahl 2024 hielt die Partei jedoch fest, obwohl von der Parteibasis Forderungen gekommen waren, die Kandidaten nicht für die AfD ins EU-Parlament einziehen zu lassen und gegebenenfalls die Kandidatenaufstellung zu wiederholen.
Im Europäischen Parlament gehört Khan-Hohloch der im Juli 2024 neu gebildeten rechtsextremen Fraktion Europa der Souveränen Nationen an. Sie ist in der 10. Legislaturperiode (2024–2029) Mitglied im Ausschuss für bürgerliche Freiheiten, Justiz und Inneres und stellvertretendes Mitglied im Ausschuss für Binnenmarkt und Verbraucherschutz.